# Serov (ville)
Pour les articles homonymes, voir Serov.
Serov (en russe : Серов) est une ville minière et industrielle de l'oblast de Sverdlovsk, en Russie, et le centre administratif du raïon de Serov. Sa population s'élevait à 98 884 habitants en 2013.

## Géographie
Serov est située sur les contreforts de l'est de l'Oural, sur la rive gauche de la Kakva, un affluent de la Sosva, à 306 km — 350 km par la route — au nord de Iekaterinbourg et à 1 424 km à l'est de Moscou.

## Histoire
L'archéologie montre que la région de Serov était habitée au moins mille avant notre ère par les Mansis ou leurs ancêtres. Dans les premiers temps de la colonisation russe de la Sibérie, on ne trouvait que quelques villages dans la région. La situation changea à partir de 1893 : le directeur du District minier de Bogoslovsk, Alexander Auerbakh, proposa la construction d'une usine sidérurgique pour la production de fonte et de rails sur la rivière Kavka, près du terminus d'une voie ferrée. La construction de l'usine et d'une ville pour le personnel commença la même année. La ville fut nommée Nadejdinsk d'après Nadejda Mikhaïlovna Polotsova, la propriétaire du District minier de Bogolovsk. L'usine fut mise en service en 1896 et devint un important fournisseur de rails pour le Transsibérien. Dmitri Mendeleïev, qui visita Nadejdinsk, fut agréablement impressionné par les techniques avancées utilisées dans l'usine. Une première école fut ouverte en décembre 1895 à Nadejdinsk et une centrale électrique, d'une puissance de 415 kW, en 1907.
Nadejdinsk fut affectée par la Révolution de 1905 et l'agitation se prolongea jusqu'en 1908. Au commencement de la Première Guerre mondiale, l'industrie de Nadejdinsk s'adapta aux besoins de l'armée. L'usine de construction mécanique des Frères Klein fut transférée de Riga à Nadejdinsk en 1917. Les besoins croissants en main-d'œuvre conduisirent les autorités à recruter des ouvriers en Corée et en Chine : en 1917, il y avait 1 266 Chinois et Coréens ainsi que 3 329 prisonniers de guerre dans la ville.
Le 27 octobre 1917, deux jours après la révolution d'Octobre à Pétrograd, le pouvoir dans la ville passa au soviet des ouvriers sans effusion de sang. Le 18 décembre 1917, le District minier de Bogoslovsk et les usines de Nadejdinsk, furent nationalisés. En octobre 1918, l'armée du Gouvernement provisoire de Sibérie, opposé aux soviets pendant la guerre civile, occupa Nadejdinsk. Le 20 novembre 1918, soit deux jours après que l'amiral Koltchak eut pris la tête du gouvernement blanc de Sibérie, 23 bolchéviks furent exécutés à Nadejdinsk. Le 19 juillet 1919, les partisans de l'Armée rouge reprirent la ville. Après la guerre civile, Nadejdinsk était en ruine et aucune des usines n'était en activité et beaucoup d'ingénieurs avaient quitté la région.
Le gouvernement soviétique s'efforça de restaurer la vie urbaine et de remettre en route l'économie. À la fin de 1925, les usines de Nadejdinsk tournaient de nouveau à pleine capacité. La ville se transforma : les numéros des maisons et des rues changèrent, un hôpital, un cirque et un cabaret furent ouverts.
En 1926, Nadejdinsk reçut le statut de ville. Dans les années 1930, la production sidérurgique augmenta et se diversifia. La ville fut renommée Kabakovsk en 1934, d'après I. D. Kabakov, le chef du Parti communiste dans l'oblast de Sverdlovsk. Mais, en 1937, Kabakov fut victime des purges de Staline et la ville retrouva son ancien nom de Nadejdinsk. Deux ans plus tard, elle fut renommée Serov en l'honneur du pilote Anatoli K. Serov, un ancien ouvrier de Nadejdinsk devenu héros de la Guerre civile espagnole, mort en 1939.
Pendant la Seconde Guerre mondiale, Serov était un important centre sidérurgique, où la grande majorité des emplois étaient occupés par des femmes en raison du manque d'hommes, pour la plupart dans l'armée. La ville accueillit de nombreuses institutions évacuées des territoires soviétiques envahis par l'Allemagne nazie, comme les hôpitaux de Polotsk et de Smolensk et le théâtre Komsomolsk Léninski de Léningrad.
Après la guerre, les besoins de la reconstruction exigèrent davantage d'acier. Serov devint un carrefour de voies ferrées électrifiées. Une nouvelle centrale électrique fut mise en service. En 1958, Serov commença la production de ferrosilicium. Dans les années 1970, une usine de bois de construction et un gazoduc furent construits.

## Population
Recensements (*) ou estimations de la population
| 1926*  | 1939*  | 1959*  | 1970*   | 1979*   |
| ------ | ------ | ------ | ------- | ------- |
| 33 369 | 64 890 | 97 882 | 100 679 | 101 481 |

| 1989*   | 2002*  | 2010*  | 2012   | 2013   |
| ------- | ------ | ------ | ------ | ------ |
| 104 158 | 99 804 | 99 373 | 99 060 | 98 884 |

## Économie
Serov est un important centre sidérurgique dominé par deux usines :
- OAO Metallouguitecheski zavod imeni A.K. Serova (ОАО "Металлургический завод им. А.К. Серова") : usine métallurgique de Serov, qui fabrique principalement de l'acier en barre pour divers usages.
- OAO Severovski zavod ferrosplavov (russe : ОАО "Серовский завод ферросплавов") : ferrochrome (5 pour cent de la production mondiale), ferrosilicium, pièces moulées et pièces forgées, etc.

Les autres industries produisent des machines, du bois de construction et des produits alimentaires. Serov et ses environs comptent encore une centrale électrique (Serovskaïa GRES) et des mines de lignite, de fer, de bauxite et d'or.

## Transports
La ville est l'extrémité nord de la route régionale R352, surnommée route de Serov, qui relie depuis 1985 la ville à Iekaterinbourg en dessevrant plusieurs villes minières dont Nijni Taguil. Il n'y avait auparavant aucune route vers la ville de Serov.